# 飢えた犬は棒を恐れず
| ウィキペディアには「飢えた犬は棒を恐れず」という見出しの百科事典記事はありません（タイトルに「飢えた犬は棒を恐れず」を含むページの一覧/「飢えた犬は棒を恐れず」で始まるページの一覧）。 代わりにウィクショナリーのページ「飢えた犬は棒を恐れず」が役に立つかもしれません。 |